# Sphaerophragmium pulchrum
Sphaerophragmium pulchrum är en svampart som beskrevs av M. Piepenbr. 2005. Sphaerophragmium pulchrum ingår i släktet Sphaerophragmium och familjen Raveneliaceae.   Inga underarter finns listade i Catalogue of Life.